# Wapen van Meix-devant-Virton

Het wapen van Meix-devant-Virton

Het wapen van Meix-devant-Virton is het gemeentelijke wapen van de Belgische gemeente Meix-devant-Virton. De Luxemburgse gemeente heeft het wapen in 2003 officieel toegekend gekregen.

## Geschiedenis
De gemeente Meix-devant-Virton werd in 1977 gevormd door een fusie tussen de gemeenten Gérouville, Meix-devant-Virton, Robelmont, Sommethonne en Villers-la-Loue. Het wapen werd officieel toegekend op 17 juli 2003. Omdat geen van de vormende gemeenten een wapen voerde, besloot de fusiegemeente om advies aan de Conseil d’héraldique et de vexillologie te vragen. Het geadviseerde wapen toont vijf speerpunten, ter herinnering aan de Frankische speerpunten die tijdens archeologisch onderzoek in de gemeente gevonden zijn, die in de vorm van een M geplaatst zijn. De twee strepen in het schildhoofd zijn een verwijzing naar het wapen van de provincie Luxemburg. Het door de gemeente gebruikte zegel is gelijk aan het wapen.

## Blazoenering
De beschrijving van het wapen luidt als volgt:
De gueules à cinq fers de framée d'argent, rangés 2 et 3, au chef diminué coupé d'azur et d'argent.
Van keel beladen met vijf speerpunten van zilver, staande 2 en 3, het verkleinde schildhoofd gedeeld van azuur en zilver.
De heraldische kleuren zijn keel (rood), zilver (wit) en azuur (blauw).